# Birtokos nemesség
A birtokos nemesség vagyoni csoport volt a nemességen belül. Néhány jobbágytól 1-2 faluig terjedő birtokkal rendelkeztek. a 15. században mintegy 10 ezer család tartozott ide
A szakirodalomban olykor a középbirtokos nemesség szinonimájaként, máskor alsó rétegeként vagy a módosabb köznemesség egyik csoportjaként szerepel. A 16. századtól megszaporodó nemesítések és a birtokok régtől tartó felaprózódása nyomán jól elkülönülnek az armalistáktól és a kuruális nemesektől, másrészt a jómódú birtokos nemesektől is. A besorolásnál a vagyoni helyzet, nem a származás volt a meghatározó. Az 1736-os nemesi összeírás szerint például a Szilágyi család egyes tagjai előkelő birtokosok, mások egyszerű curialisták voltak. A vármegye tiszti karában háttérbe szorultak a jómódú birtokos nemesekkel szemben. A reformkorban a radikálistól a konzervatív álláspontig minden nézetet képviseltek. A 19. század második felétől a tágabb értelemben vett dzsentri szerényebb vagyonú csoportját alkották (legfeljebb 200 holdnyi birtokkal).
A jómódú birtokos nemesség (nobiles benepossessionati) a 14-15. században kialakult vagyoni réteg a birtokos nemességen belül. Ekkoriban mintegy 400-500 család tartozott ide. Nagyjából 4-10 faluval és 10-20 ezer katasztrális hold birtokkal rendelkeztek, de családi váruk már nemigen volt. A köznemesség felső rétegét alkották. Ők adták a vármegyei tisztviselői kar tagjait. Az 1387., 1446., 1454. évi törvények értelmében a királyi tanácsban ők képviselték a nemességet. Házasság, familiárisi szolgálat és az udvari, állami tisztségek betöltésén keresztül a bárók és a nagybirtokosok közé emelkedhettek. A kései feudális korban 100-200 jobbágycsalád és 25-50 porta tartozott a fennhatóságuk alá. Ekkoriban és a török korban mintegy 120 jómódú birtokos család létezett. A 18. század elejétől az országos kormányszervekben, az állandó hadseregben és a testőrségben teljesítettek szolgálatot. A reformkorban voltak köztük liberálisok és konzervatívok is. A dualizmus korában a dzsentri gerincét alkották, 100-200 holdas birtokkal. Egy részük az „ezerholdas„ nagybirtokosok közé emelkedett.